# Alan Dugdale
Alan Dugdale (Kirkby, 11 settembre 1952) è un ex calciatore inglese, di ruolo difensore.

## Biografia
Suo zio Jimmy è stato a sua volta un calciatore professionista, mentre suo fratello maggiore Ken dopo una carriera da calciatore a livello semiprofessionistico è diventato un allenatore professionista.

## Caratteristiche tecniche
Era un difensore centrale.

## Carriera
Dopo aver giocato nelle giovanili del Coventry City esordisce nella prima squadra degli Sky Blues (e di conseguenza tra i professionisti) nella stagione 1972-1973, all'età di 20 anni; rimane nel club per poco più di cinque stagioni, giocando in totale 142 partite nella prima divisione inglese: nel corso della stagione 1977-1978 passa poi al Charlton, con cui in poco più di una stagione di permanenza gioca in tutto 34 partite in seconda divisione, per poi nel 1978 giocare 7 partite in prestito al Barnsley, club di terza divisione. Tra il 1980 ed il 1981 gioca infine 33 partite nella NASL con la maglia dei Tulsa Roughnecks.
In carriera ha giocato complessivamente 183 partite nei campionati della Football League. 